# Eye's Sentry
「Eye's Sentry」（アイズ・セントリー）は、UVERworldの42枚目のシングル。2024年3月6日にgr8!recordsより発売された。

## 背景とリリース
前作『ピグマリオン』からおよそ約1年7ヶ月ぶりとなるシングル。前作『ピグマリオン』から初回生産限定盤にBlu-rayの特典映像が付属しているが、本作に限り従来のDVDに戻している。
2024年2月25日、表題曲である『Eye’s Sentry』を先行配信し、同年3月6日には同楽曲のMVが公開された。シングル曲のMV公開は『AVALANCHE』以来。2022年にリリースされた『ピグマリオン』のミュージック・ビデオはお蔵入りとなった。
| 形態                       | 規格   | 規格品番     |
| -------------------------- | ------ | ------------ |
| 初回生産限定盤             | CD+DVD | SRCL-12740~1 |
| 通常盤                     | CD     | SRCL-12742   |
| 期間生産限定盤(アニメ絵柄) | CD+DVD | SRCL-12744~5 |

## 収録内容

### 初回生産限定盤・通常盤
| 全編曲: UVERworld。 |                                |           |                                          |       |
| #                   | タイトル                       | 作詞      | 作曲                                     | 時間  |
| 1.                  | 「Eye's Sentry」               | TAKUYA∞   | 克哉 / Yuzuru Kusugo / Satoshi Shibayama | 4:11  |
| 2.                  | 「High Light!」                |           | 信人                                     | 4:06  |
| 3.                  | 「über cozy universe」         |           | 彰                                       | 1:42  |
| 4.                  | 「Eye's Sentry」(Instrumental) |           |                                          | 4:11  |
| 合計時間:           | 合計時間:                      | 合計時間: | 合計時間:                                | 14:10 |

| #  | タイトル                                                                                     | 作詞 | 作曲・編曲 | 時間 |
| -- | -------------------------------------------------------------------------------------------- | ---- | ---------- | ---- |
| 1. | 「Archived -Dec. 20 and 21, 2023 at Yokohama Arena- [Don't Think.Feel→Don't Think.Sing]¬¬¬」 |      |            | 6:59 |

### 期間生産限定盤
| 全作詞: TAKUYA∞ (#5, #6を除く)。 |                                |                        |              |                    |      |
| #                                | タイトル                       | 作詞                   | 作曲         | 編曲               | 時間 |
| 1.                               | 「Eye's Sentry」               | TAKUYA∞ (#5, #6を除く) |              |                    | 4:11 |
| 2.                               | 「CORE PRIDE」                 | TAKUYA∞ (#5, #6を除く) | 彰 / TAKUYA∞ | UVERworld / 平出悟 | 4:18 |
| 3.                               | 「REVERSI」                    | TAKUYA∞ (#5, #6を除く) | 彰 / TAKUYA∞ | UVERworld / 平出悟 | 4:50 |
| 4.                               | 「一滴の影響」                 | TAKUYA∞ (#5, #6を除く) | 彰 / TAKUYA∞ | UVERworld / 平出悟 | 4:52 |
| 5.                               | 「High Light!」                | TAKUYA∞ (#5, #6を除く) |              |                    | 4:06 |
| 6.                               | 「über cozy universe」         | TAKUYA∞ (#5, #6を除く) |              |                    | 1:42 |
| 7.                               | 「Eye's Sentry」(Anime ver.)   | TAKUYA∞ (#5, #6を除く) |              |                    | 1:32 |
| 8.                               | 「Eye's Sentry」(Instrumental) | TAKUYA∞ (#5, #6を除く) |              |                    | 4:11 |
| 合計時間:                        | 合計時間:                      | 合計時間:              | 合計時間:    | 29:42              |      |

| #         | タイトル                                                            | 作詞  | 作曲・編曲 | 時間 |
| --------- | ------------------------------------------------------------------- | ----- | ---------- | ---- |
| 1.        | 「Eye's Sentry」(「青の祓魔師 島根啓明結社篇」OPノンクレジット映像) |       |            | 1:40 |
| 2.        | 「CORE PRIDE」(Music Video)                                         |       |            | 4:24 |
| 3.        | 「REVERSI」(Music Video)                                            |       |            | 5:00 |
| 4.        | 「一滴の影響」(Music Video)                                         |       |            | 5:37 |
| 合計時間: | 合計時間:                                                           | 16:41 |            |      |

## 楽曲解説
Eye's Sentry
MBS・TBS系アニメ『青の祓魔師 島根啓明結社篇』のオープニングテーマ。克哉がストックしていた1曲から、サビ部分のみ残しアニメの世界観に合わせ再構築、そこへTAKUYA∞が歌詞を乗せた楽曲。TAKUYA∞は、アニメ『青の祓魔師』に思い入れがあり、制作にあたって作品へさらに寄り添ったという。歌詞の内容はファンに対する思いに近いと語り、アニメバージョンとして制作されたショートバージョンは歌詞が若干異なる。アレンジには制限間近まで時間を要したといい、ギターは3回録り直したと彰が語っている。アレンジ作業はアルバム『ENIGMASIS』（2023年発売）制作の終盤ごろから行われた。初回放送と同日となる2024年1月7日に行われたアニプレックス20周年を記念したライブイベント『ANIPLEX 20th Anniversary Event -THANX-』にてライブ初披露された。
High Light!
全編英語詞の楽曲であるが、ボーカルのTAKUYA∞による歌唱はなく、ライブでは演出用のSEとして使用されている。公式サイトを含む一部のサイトなどでは、タイトルに「！」（エクスクラメーションマーク）の半角表記が2つ付いているが、フィジカルや配信などでは1つのみとなっている。またアルバム『EPIPHANY』の収録曲「NO MAP」の先行公開時にLittle Glee Monsterのメンバー・miyouが、High Light!にもゲストボーカルとして参加していることが明かされた。
über cozy universe
SE曲。UVERと掛けられた「über」はドイツ語で「超」を意味し、タイトルの直訳は「超快適な宇宙」。
Eye's Sentry (Instrumental)
表題曲のインストゥルメンタル。